# Raúl Morodo Leoncio
Raúl Morodo Leoncio (Ferrol, La Corunya, 9 de gener de 1935) és un jurista i polític gallec.

## Biografia
Va estudiar Batxillerat al Col·legi Tirso de Molina de Ferrol (1945-1952). És llicenciat i doctor en Dret per la Universitat de Salamanca (1952-1958) i va ser Catedràtic de Dret Polític i Constitucional a les Universitats d'Oviedo, Alcalá de Henares, UNED i Complutense (1976-2005).
Durant el franquisme va patir persecució política, sent bandejat a diversos pobles de la província d'Albacete. Com a polític, Morodo és considerat una figura històrica de la Transició espanyola, sent cofundador amb Enrique Tierno Galván del PSP (Partido Socialista Popular) i el seu secretari general fins a 1978. A les eleccions generals espanyoles de 1977 va ser diputat per Madrid amb el PSP i fou vocal de la Diputació Permanent del Congrés dels Diputats.
Quan el PSP es va integrar al PSOE es va mantenir al marge, i quan Adolfo Suárez va fundar el Centre Democràtic i Social (CDS) es va unir al nou partit, amb el que fou elegit diputat a les eleccions al Parlament Europeu de 1987 i 1989. Durant el seu mandat fou membre de la Delegació per a les relacions amb els països d'Amèrica Central i del Grup Contadora del Parlament Europeu
Al IV Congrés del CDS, celebrat al setembre de 1991, es va presentar al càrrec de president, acompanyant-lo en la candidatura Rosa Posada com a secretària general. Malgrat el suport d'Adolfo Suárez, tots dos van ser derrotats per Rafael Calvo Ortega, que va resultar elegit president (per 445 vots enfront de 339) i per Antoni Fernández Teixidó, nou secretari general. Malgrat no ser diplomàtic de carrera, ha estat "ambaixador polític" en tres ocasions: ambaixador-representant permanent davant la UNESCO (1983-1985), ambaixador a Portugal (1995-1999) i el 2004 va ser nomenat pel Consell de Ministres ambaixador d'Espanya a la República Bolivariana de Veneçuela, i en 2005 a més de la República Cooperativa de Guyana, càrrecs en els quals cessa en 2007, sent substituït per l'ambaixador Dámaso de Lario.
Morodo ha estat Rector de la Universitat Internacional Menéndez Pelayo i vicepresident de la Internacional Liberal i Progressista (1989-1992). Va escriure la primera part de les seves memòries sota el títol de Atando cabos. Memorias de un conspirador moderado.

## Obres
- Siete semblanzas políticas: republicanos, falangistas, monárquicos, Barcelona: Planeta, 2010, 1ª, 265 pp.
- Fernando Pessoa y otros precursores de las revoluciones nacionales europeas. Madrid: Biblioteca Nueva, 2005
- La transición política; prólogo de Alfonso Guerra. Madrid: Ed. Tecnos, 1994; reed. Madrid: Tecnos, 2004
- Atando cabos: Memorias de un conspirador moderado. Madrid: Taurus, 2001
- Amb Pablo Lucas Murillo de la Cueva El ordenamiento constitucional de los partidos políticos. México: Universidad Nacional Autónoma, 2001
- Teatro de liberación: Alberti, García Lorca, Sartre, Ed. Girol (1989)
- Tierno Galván y otros precursores políticos. Madrid: El País, 1987
- Los orígenes ideológicos del franquismo: Acción Española. Madrid: Alianza Editorial, 1985, 2ª ed.
- Por una sociedad democrática y progresista. Madrid: Turner, 1982
- VV. AA. Los partidos políticos en España, Barcelona, Lábor, 1979.
- Amb Enrique Tierno Galván, Estudios de pensamiento político (1976).
- Política y partidos en Chile: las elecciones de 1965. Taurus, 1970.
- El federalismo y el federalismo europeo, Tecnos (1965)